# Didier Comès
Didier Comès (Sourbrodt, 11 december 1942 – 7 maart 2013) was een Belgisch striptekenaar die vooral bekend was door zijn strip De dorpsgek van Schoonvergeten.

## Biografie
Comès werd tijdens de Tweede Wereldoorlog geboren in Sourbrodt, een dorpje in de Oostkantons. Zijn moeder was Franstalig, zijn vader Duitstalig. Die laatste werd ingelijfd bij het Duitse leger en vocht aan het oostfront en werd na de oorlog geïnterneerd. Didier Comès volgde een opleiding elektriciteit en verliet op zijn 16e de middelbare school om in een machinefabriek te werken. Ondertussen studeerde hij verder om industrieel tekenaar te worden. In zijn vrije tijd was hij drummer in een jazzband. 
In 1969 begon Comès voor de krant Le Soir de gagreeks Hermann te tekenen. In 1973 startte Pilote belge met de publicatie van zijn sciencefictionreeks Ergün de dolende. In 1975 tekende hij op vraag van Henri Desclez De Schaduw van de Raaf voor weekblad Kuifje. Deze wrange strip werd door de lezers echter negatief onthaald en door de nieuwe hoofdredacteur van Kuifje, André-Paul Duchâteau, werd hij bedankt voor bewezen diensten.

## Doorbraak met zijn Graphic Novels
Uitgever Didier Platteau van Casterman contacteerde Comès bij de lancering van het nieuwe stripblad voor volwassenen (A Suivre) en gaf hem carte blanche. Met De Dorpsgek van Schoonvergeten (oorspronkelijk Silence), dat verschillende prijzen won, vestigde hij definitief zijn naam als stripmaker. Het boek had een voor die tijd ongewoon format. Strips bestonden meestal uit 48 of 64 pagina's (prijstechnisch efficiënt), maar de Dorpsgek en de navolgende boeken van Comès volgen de traditie van Hugo Pratts Ballade van een Zilte Zee. Boeken met meer honderd of tweehonderd pagina's in zwart-wit (kleur was te duur in dit format voor het veelal oudere lezerspubliek dat deze graphic novels las). Uit Comès' werk blijkt duidelijk zijn fascinatie voor hekserij, het mystieke en mythologie geportretteerd in een kleinburgerlijke omgeving, iedereen-kent-elkaar-dorpjes in de diepe bossen van de Ardennen. Met De Wezel (1983) bleef hij in dezelfde sfeer, maar met zijn volgende boeken (Eva, Amber en Het huis waar de bomen dromen) zocht hij een andere, persoonlijke invalshoek. Zijn boek De Laatste uit 2006 is een oorlogsverhaal.
Comès overleed in 2013 aan een longontsteking. Na zijn dood verscheen er in 2015 het boek De Schittering van Diep Zwart van Thierry Bellefroid, Didier Platteau, Olivier Grenson dat achtergrondinformatie geeft over het werk van Comès. De Koning Boudewijnstichting beheert het grafische nalatenschap van Comès.

### Ergün de dolende
1. De levende god, softcover, kleur
2. De heer der duisternis, softcover, kleur

In het Frans en het Nederlands verschenen een paar jaar later nog twee delen van Ergün, maar die werden niet door Comès gemaakt, maar door Benoît Peeters.

### Overige strips
- De Schaduw van de Raaf, 1975, hardcover, kleur, Lombard
- De dorpsgek van Schoonvergeten, 1980, softcover, zwart-wit, Casterman
- De Wezel, 1983, softcover, zwart-wit, Casterman
- Eva, 1985, softcover, zwart-wit, Casterman
- Amber, 1988, softcover, zwart-wit, Casterman
- Iris, softcover, zwart-wit, Casterman
- Het huis waar de bomen dromen, 1995, softcover, zwart-wit, Casterman
- De tranen van de tijger, softcover, zwart-wit
- De Laatste, 2006, softcover, zwart-wit

Heruitgave van de Dorpsgek in kleur in twee delen:
- De Inwijding, hardcover, Casterman
- De Wraak, hardcover, Casterman

### Boeken over Comès
- De Schittering van Diep Zwart - Thierry Bellefroid, Didier Platteau, Olivier Grenson, 2015, Koning Boudewijnstichting

- Biblioteca Nacional de España: XX867638
- Bibliothèque nationale de France: cb11897444z (data)
- Gemeinsame Normdatei: 110116623
- International Standard Name Identifier: 0000 0001 2020 1297
- Library of Congress Control Number: n85071974
- Nationale Bibliotheek van Israël: 987007454768305171
- Nederlandse Thesaurus van Auteursnamen: 069186251
- Istituto Centrale per il Catalogo Unico: RAVV097115
- Système universitaire de documentation: 026796422
- Virtual International Authority File: 4928342